# Perioralni dermatitis
Perioralni dermatitis (ali dermatitis perioralis) je kožna bolezen, pri kateri se predvsem okoli ust pojavljajo rdečkaste spremembe (papule in pustule), ki spominjajo na akne in/ali rozaceo. Najpogosteje so prizadete ženske v rodni dobi (med 20. in 50. letom starosti), lahko pa tudi  otroci.

## Etiologija
Kožne spremembe nastanejo zaradi hormonskih vplivov, npr. nekritična uporaba kortikosteroidnih, predvsem fluoriranih mazil. Koža se lahko dodatno vname, kadar jo dražijo zunanji dejavniki, kot so paraziti, glivice (kvasovke), mehanični vplivi (partnerjeva brada) in kozmetična sredstva (fluorirane zobne paste, mila...). 

## Znaki in simptomi
Spremembe se klasično začnejo v gubi med nosom in ustnim kotom (nazolabialni gubi) in se širijo okrog ust. Spremembe pa se lahko širijo tudi okrog oči in proti čelu. Najprej se pojavi rdečina, nato še rožnate bunčice (papule) v velikosti prosoja ali popra, ki se med seboj začnejo združevati v plake različnih velikosti in oblik.

## Diagnoza
Diagnozo postavimo glede na izgled in glede na podatek o zdravljenju s kortikosteroidi. Od aken se loči po odsotnosti komedonov, rozacea pa za razliko od perioralnega dermatitisa nima sprememb okrog ust in oči. Izključiti je treba tudi seboroični in kontaktni dermatitis.

## Zdravljenje
Za zdravljenje je najprej treba prekiniti z uporabo fluoriranih pripravkov za nego zob ter postopno prekiniti uporabo topikalnih kortikosteroidov. Lokalno se svetuje dajanje obkladkov ter metronidazol ali antibiotike (eritromicin ali klindamicin). Hujše oblike zdravimo s sistemskimi antibiotiki (tetraciklini).  Vzroki za učinkovitost antibiotikov so nejasni, glede na to, da ni dokaza, da bi šlo za infekcijo (okužbo). Zdravljenje je praviloma dolgotrajno, vendar po ozdravitvi ni ponovnih poslabšanj (recidivov), razen, kadar bolnik ponovno začne uporabljati kortikosteroide.